# 帚状曲霉
帚状曲霉（学名：Aspergillus penicillioides）是属于散囊菌目发菌科曲霉属的一种真菌，可生长在紫金砂、药材、玻璃等干燥基物上。该种分布于中国、巴西、澳大利亚、荷兰、印度、印度尼西亚、日本、马来西亚、尼日利亚、巴布亚新几内亚、斯里兰卡、英国等地。